# ナイトアンドドラゴン
『ナイト・アンド・ドラゴン - Knight & Dragon』は、Shinjiro Nakagawaが2015年10月にiPhone向けに配信を開始したハックアンドスラッシュタイプのロールプレイングゲームである。略称は『ナイドラ』。2019年には、続編である『ナイト・アンド・ドラゴン2 – 狂乱の時代 -』が有料アプリとして配信された。

## 概要
本作は、イラストやアニメーションがほとんど無く、文字とアイコンだけで構成されている。
本作は、王国の冒険者をまとめるギルドマスターになり、様々な冒険者を雇い、ドラゴンを討伐することを目的としている。
ダウンロードは無料で、画面下部にバナー広告が表示される。また、唯一の課金項目として、『広告解除』が存在する。『広告解除』を購入すると、特典として、龍神の護符(デイリートークン)の数が3から9に増加する。

## 冒険者について
ゲーム開始時にプレイヤーの分身となる冒険者を作成することになる。名前、種族、信仰を選び、各ステータスにボーナス値を振り分ければ完了。
パーティメンバーとなる冒険者の算入は、クエストやミッションをクリアした際に出会い雇い入れるケースと、訪問者紹介でゲーム内通貨を支払い雇い入れるケースがある。どちらも各ステータスや種族・信仰はランダムだが、前者の方が優秀な冒険者に出会えるケースが多い。

## 武器レベルについて
冒険者は武器を持ち戦闘をこなしていくことで、武器レベルが成長していく。各武器ごとに得意とする戦法（物理/魔法、攻撃/防御/回復/支援）が異なり、覚えられるスキルは詳細画面で各武器レベルのボタンをタップすることで確認することが出来る。武器レベルは後述のクラスごとに成長限界があり、それを超えることは出来ない。また、各武器レベルで覚えられるスキルはレベル75で頭打ちだが、それ以上にレベルを伸ばすと対応する武器のスキル威力が伸びていく。攻撃・回復問わず伸びるため、育成に時間はかかるが能力の底上げになる。

## スキルについて
武器レベルを育てていくことで、様々なスキルを覚えることが出来る。スキルには大きくアクティブスキルとパッシブスキルの2つがあり、以下の特徴がある。
- アクティブスキル…スキルにセットすることで戦闘中に使用可能になる。装備武器やクラスごとの成長限界の影響を受ける。
- パッシブスキル…取得した時点で常時効果が発動する。成長限界などの影響を受けず、武器を変えても恩恵を受けることが可能。

特にパッシブスキルはどのクラスでも恩恵が受けられるため、盾を装備出来ないクラスを育てる際には打撃レベル15で覚えられる「盾装備可能パッシブ」を先に取得しておくと良い。

## クラスについて
特定の武器レベルが成長することで、様々なクラスにクラスチェンジすることが出来る。主にファイター系（剣技、打撃、短剣、弓術）とメイジ系（火炎、雷槌、氷結、聖風）に分かれ、それぞれ特徴のあるステータス補正を受けることが出来る。クラスチェンジに必要なものは武器レベルのみなので、いつでもクラスチェンジが可能。
また、クラスごとに武器レベルの成長限界が設定されている。（例としてファイターでは剣技、打撃、短剣、弓術は武器レベル15まで育てられるが、魔法系成長限界が0のため、魔法系の武器を装備しても武器レベルが育たない。メイジはその逆で、物理系成長限界が0である）
成長限界は装備のオプションについた「剣技＋I」「氷結＋IV」などで伸ばすことも可能で、氷結魔法が使えるパラディンなども育てられる。ただし武器ごとに攻撃/魔法のパラメータが偏っているため、中途半端に伸ばしても効果が実感しづらい点には注意が必要。

## 戦闘について
クエストやミッションを受けて冒険に旅立つと、敵と交戦になる。戦闘システムには「アクティブモード」「ウェイトモード」「オートモード」の３種類があり、戦闘中に切り替えることが可能。それぞれの特徴は以下。
- アクティブモード…通常モード。コマンドを選択しなくとも時間が経過していく。（設定メニューから時間速度を低速に変更可能）
- ウェイトモード…コマンドを選択しない限り時間が経過しない。（ドラゴンクエストのようなターン製になる。ただし攻撃速度に補正がかかる）
- オートモード…自動戦闘。アイテム使用は出来ないが、冒険者欄をタップすると手動行動可能になる。（ATの表示がある冒険者はオート行動）

慣れてくればテンポよく進められるアクティブモードがオススメだが、オートモードでも最初のターンだけ手動で支援・オーバーヒールを行い後は自動戦闘に任せるといった方法も取れるため、自分に合った戦闘方法を探るのも楽しみの一つと言える。

## 龍銀について
ゲーム内通貨の他に、特殊なトークンとして龍銀が存在する。
主な入手方法としては、
- デイリートークンの龍神の護符を使用した状態でクエスト、ミッションをクリアする。（クリアの可否に関わらず龍神の護符は消費される）
- 武器レベルがある程度まで育った冒険者を解雇する。（武器レベル３０前後で龍銀1個）
- 道具屋で購入する。（購入する度に増額。デイリートークンを受け取ると金額リセット）

といったものがある。魔女の館で使用することで、以下のサービスが受けられる。
- 戦神の護符（3枚）と交換。（龍銀1。クリア後獲得経験値が3倍）
- 風神の護符（3枚）と交換。（龍銀1。ボスドロップ確定）
- 進化の秘術Iを使用。冒険者のステータスを1上昇。（龍銀3。ステータスは８が限度）
- 進化の秘術IIを使用。冒険者のステータスを1上昇。（龍銀5。ステータスは12が限度）
- 進化の秘術IIIを使用。冒険者のステータスを1上昇。（龍銀8。ステータスは16が限度）

特に進化の秘術は重要度が高く、出会った冒険者のステータスの不足分を補ってくれる。また、下位の秘術で伸ばせる状態で無駄遣いしてしまうのを防ぐ機能もついているので安心。（ステータスが６の冒険者に、進化の秘術IIを使おうとすると注意文が出て実行されない）
ストーリークリア後に開放されるダンジョンを進めるようになると、ミッションクリア後に出会う冒険者が概ね武器レベル30以上になり、雇い入れた直後に解雇することを躊躇しなければ、自然と龍銀も貯まるようになる。

## 評価
ファミ通の深津庵は、シンプルながらも奥深い作品であると評価している。